# 宮地裕
宮地 裕（みやじ ゆたか、1924年1月14日 - 2021年2月14日）は、日本の国語学者。学位は文学博士（大阪大学・1974年）（学位論文「現代日本語形態論」）。大阪大学名誉教授。妻の宮地敦子も国語学者（元関西学院大学教授・龍谷大学名誉教授）。

## 来歴・人物
東京生まれ。1941年に旧制東京府立第一中学校卒。京都帝国大学文学部国文科卒、同大学院特別研究生の1950年より、新村出の紹介で玉上琢弥とともに『源氏物語』の現代語訳の新訳をする谷崎潤一郎の助手を務める。
1952年、京都府立西京大学助手、のち大阪大学文学部助教授、教授、1974年に学位論文「現代日本語形態論」で大阪大学より文学博士の学位を取得。1987年に定年退官、名誉教授。その後は帝塚山学院院長も務めた。2000年秋、勲二等瑞宝章受勲。2021年、97歳で没。

## 著書

### 単著
- 『文論 現代語の文法と表現の研究1』明治書院 1971
- 『現代表現考』共文社 1971
- 『敬語・慣用句表現論』明治書院(現代語の文法と表現の研究) 1999

### 共編著
- 『広報のはなしことば』岩淵悦太郎共著 警察図書出版（広報シリーズ）1959
- 『講座正しい日本語』全6巻 森岡健二,永野賢共編 明治書院 1970-71
- 『慣用句の意味と用法』明治書院 1982
- 『論集日本語研究』1-2 明治書院 1986
- 『講座日本語と日本語教育 第1巻 日本語学要説』 明治書院 1989
- 『日本語』水谷修共編著 放送大学 1989
- 『日本語教授法』田中望共著 放送大学 1989
- 『日本語の表現と理解』清水康行共編著 放送大学 1993
- 『日本語の教育とその理論』田中望共編著 放送大学 1993
- 『「日本語学」特集テーマ別ファイル』1-6 明治書院 2005

## 記念論集
- 『日本語の研究 宮地裕・敦子先生古稀記念論集刊行会』明治書院 1995